# Le Sud-Ouest

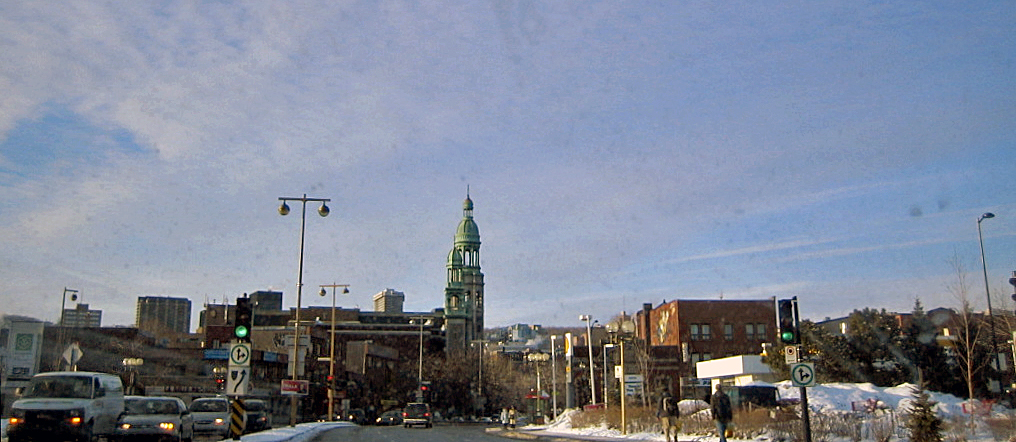
Vista de la rue Atwater

Le Sud-Ouest es un distrito de Montreal, adyacente al suroeste del distrito de Ville-Marie, de ahí su nombre. Tiene una superficie de 13,52 km² y una población de 69.604 habitantes.

## Barrios
- Saint-Paul
- Saint-Henri
- Petite-Bourgogne
- Pointe Saint-Charles

## Lugares públicos
- Mercado Atwater
- Canal de Lachine